# Alfonso Rojo de la Vega
Alfonso Rojo de la Vega (Culiacán, 3 settembre 1895 – Città del Messico, 11 maggio 1967) è stato un allenatore di pallacanestro, allenatore di calcio e dirigente sportivo messicano.
Docente di educazione fisica, soprannominato "El Viejo", Rojo era un uomo di grande cultura e carisma. Fu uno dei personaggi più rilevanti per lo sport messicano della prima metà del secolo.

## Carriera

### Pallacanestro
Rojo de la Vega guidò il Messico ai Giochi della XI Olimpiade di Berlino, in occasione del primo torneo olimpico ufficiale. Guidò la squadra alla conquista della medaglia di bronzo, grazie al successo nella finale per il 3º posto contro la Polonia.

### Calcio
Rojo de la Vega fu nominato allenatore della Nazionale di calcio del Messico nel 1928; partecipò ai Giochi della IX Olimpiade.

### Dirigente
Rojo fu uno dei fondatori del Comitato Olimpico Messicano nel 1923, e nel corso degli anni venti ne divenne Segretario Generale.